# Resolutie 1624 Veiligheidsraad Verenigde Naties
Resolutie 1624 van de Veiligheidsraad van de Verenigde Naties werd op 14 september 2005 unaniem door de VN-Veiligheidsraad aangenomen. De resolutie vroeg onder meer dat alle landen het aanzetten tot het plegen van terreurdaden strafbaar maakten.

## Inhoud

### Waarnemingen
De Veiligheidsraad veroordeelde nog eens alle terreurdaden, ongeacht waarom ze werden gepleegd. Ook veroordeelde de raad het aanzetten tot terreurdaden en de verheerlijking ervan. Men was zeer bezorgd dat terreurdaden werden gemotiveerd door extremisme en intolerantie waardoor de mensenrechten, de sociaal-economische ontwikkeling van landen en de wereldwijde stabiliteit en vooruitgang in gevaar werden gebracht. De VN speelden een essentiële rol in de strijd tegen het terrorisme en er werd gewerkt aan een strategie ertegen.
Alle landen die dit nog niet waren werden nog eens dringend opgeroepen partij te worden van de anti-terreurverdragen. Ook de media, de gemeenschappen, het zakenleven en het onderwijs speelden een belangrijke rol in het verbeteren van de dialoog, begrip, tolerantie en samenleving.

### Handelingen
Alle landen werden opgeroepen om maatregelen te nemen om het aanzetten tot terreurdaden te verbieden onder hun nationale wetgeving en hen die zich zo gedroegen te weren. Ook moesten ze samenwerken wat betreft de beveiliging van de grenzen, waaronder de strijd tegen valse reispapieren. Voorts werden ze opgeroepen aan het Antiterrorismecomité van de Veiligheidsraad te laten weten welke stappen ze zouden zetten om deze resolutie uit te voeren. Dat comité werd ten slotte opgedragen om binnen twaalf maanden te rapporteren over de uitvoering van deze resolutie.

## Verwante resoluties
- Resolutie 1611 Veiligheidsraad Verenigde Naties
- Resolutie 1617 Veiligheidsraad Verenigde Naties
- Resolutie 1735 Veiligheidsraad Verenigde Naties (2006)
- Resolutie 1787 Veiligheidsraad Verenigde Naties (2007)

Lijst ·  1581 ·  1582 ·  1583 ·  1584 ·  1585 ·  1586 ·  1587 ·  1588 ·  1589 ·  1590 ·  1591 ·  1592 ·  1593 ·  1594 ·  1595 ·  1596 ·  1597 ·  1598 ·  1599 ·  1600 ·  1601 ·  1602 ·  1603 ·  1604 ·  1605 ·  1606 ·  1607 ·  1608 ·  1609 ·  1610 ·  1611 ·  1612 ·  1613 ·  1614 ·  1615 ·  1616 ·  1617 ·  1618 ·  1619 ·  1620 ·  1621 ·  1622 ·  1623 ·  1624 ·  1625 ·  1626 ·  1627 ·  1628 ·  1629 ·  1630 ·  1631 ·  1632 ·  1633 ·  1634 ·  1635 ·  1636 ·  1637 ·  1638 ·  1639 ·  1640 ·  1641 ·  1642 ·  1643 ·  1644 ·  1645 ·  1646 ·  1647 ·  1648 ·  1649 ·  1650 ·  1651